# Equació diferencial en derivades parcials

Una visualització d'una solució a l'equació de la calor de dues dimensions amb la temperatura representada per l'eix vertical i el color.

En matemàtiques, una equació diferencial en derivades parcials (sovint anomenada EDP) és una equació que relaciona les derivades parcials d'una funció de diverses variables. S'anomena solució de l'equació a la funció que satisfà aquesta relació. La idea és tractar de deduir informació sobre una funció desconeguda provant de descobrir una relació entre ella mateixa i les seves derivades parcials en forma d'una EDP. Aleshores, aquesta EDP es pot fer servir per descobrir informació sobre la funció desconeguda, i algunes vegades es pot descobrir la forma explícita de la funció.
Les equacions diferencials en derivades parcials són omnipresents en la ciència i especialment a física, ja que les lleis físiques es poden escriure normalment en forma de EDP. Descriuen fenònems tals com el flux de fluids, el creixement dels cristalls, la difusió, la gravitació, i el comportament dels camps magnètics. Són importants en camps com la simulació aèria, els gràfics d'ordinador, i la predicció del temps. Les equacions centrals de la relativitat general i la mecànica quàntica també són equacions diferencials en derivades parcials.
En part degut a aquesta varietat de fonts, hi ha un ampli espectre de tipus diferents d'equacions en derivades parcials, on el significat de la solució depèn del context del problema, i s'han desenvolupate mètodes per treballar amb les diferents equacions individuals que sorgeixen. Per això, sovint es diu que no hi ha una "teoria universal" d'equacions diferencials en derivades parcials, i el coneixement avançat està certament dividit entre diversos subcamps essencialment distints.
Es poden concebre les equacions diferencials ordinàries com a subclasse de les equacions diferencials en derivades parcials, corresponents a funcions d'una sola variable. Les equacions diferencials parcials estocàstiques i les equacions no locals són, a data de 2020, extensions de la noció d'EDP molt àmpliament estudiades. Temes més clàssics, en què encara hi ha molta recerca en actiu, inclouen les equacions el·líptiques i les parabòliques, la mecànica de fluids, les equacions de Boltzmann i les equacions diferencials parcials dispersives.

## Definició
Una equació diferencial en derivades parcials és una equació que implica una funció incògnita en {\displaystyle n\geq 2} variables i (algunes de) les seves derivades parcials. És a dir, per a la funció incògnita
{\displaystyle u:U\rightarrow \mathbb {R} ,}
en les variables {\displaystyle x=(x_{1},\dots ,x_{n})} que pertanyen al subconjunt obert {\displaystyle U} de {\displaystyle \mathbb {R} ^{n}}, l'equació diferencial en derivades parcials de {\displaystyle k}è ordre és definida com 
{\displaystyle F[D^{k}u,D^{k-1}u,\dots ,Du,u,x]=0,}
on
{\displaystyle F:\mathbb {R} ^{n^{k}}\times \mathbb {R} ^{n^{k-1}}\dots \times \mathbb {R} ^{n}\times \mathbb {R} \times U\rightarrow \mathbb {R} ,}
i {\displaystyle D} és l'operador de la derivada parcial.

## Notació i exemples
En les EDP, se sol escriure la funció desconeguda com a u, i les seves derivades parcials respecte a la variable x com a ux, això és:
{\displaystyle u_{x}={\partial u \over \partial x}}
{\displaystyle u_{xy}={\partial ^{2}u \over \partial y\,\partial x}}
Especialment en física (matemàtica), sempre es prefereix l'ús de l'operador nabla {\displaystyle \nabla =(\partial _{x},\partial _{y},\partial _{z})} per les derivades espacials i un punt ({\displaystyle {\dot {u}}}) per derivades temporals; per exemple, l'equació d'ones (vegeu sota) s'escriu com a {\displaystyle {\ddot {u}}=c^{2}\nabla ^{2}u}.

### Equació de Laplace
Una EDP bàsica i molt important és l'equació de Laplace:
{\displaystyle u_{xx}+u_{yy}+u_{zz}=0}
per la funció desconeguda u(x,y,z). Les solucions d'aquesta equació, conegudes com a funcions harmòniques, serveixen com a potencials de camps vectorials a física, com ara el camp gravitacional o el camp electroestàtic.
Una generalització de l'equació de Laplace és l'equació de Poisson:
{\displaystyle u_{xx}+u_{yy}+u_{zz}=f}
on f(x,y,z) és una funció donada. Les solucions d'aquesta equació descriuen potencials de camps gravitacionals i electroestàtics en presència de massa o càrregues elèctriques, respectivament.

### Equació d'ones
L'equació d'ones és una equació per una funció desconeguda u(x,y,z,t) (on t és una variable temporal) que fa:
{\displaystyle u_{tt}=c^{2}(u_{xx}+u_{yy}+u_{zz})}
Les seves solucions descriuen ones com ara el so o la llum; c és el número que representa la velocitat de l'ona. En dimensions inferiors, aquesta equació descriu la vibració d'una corda o un tambor. Les solucions seran típicament combinacions d'ones oscil·latòries sinusoidals.

### Equació de la calor
L'equació de la calor descriu la temperatura d'una determinada regió al llarg del temps. Aquesta és:
{\displaystyle u_{t}=k(u_{xx}+u_{yy}+u_{zz})}
Les solucions normalment s'anivellaran al llarg del temps. El número k descriu la difusivitat tèrmica del material.

### Equació d'Euler-Tricomi
L'equació d'Euler-Tricomi es fa servir per a la investigació del flux transònic. Aquesta és
{\displaystyle u_{xx}=xu_{yy}}

### Equació de Ginzburg-Landau
L'equació de Ginzburg-Landau es fa servir per modelar la superconductivitat. Aquesta és
{\displaystyle iu_{t}+pu_{xx}+q|u|^{2}u=i\gamma u}
on {\displaystyle p,q\in \mathbb {C} } i {\displaystyle \gamma \in \mathbb {R} } són constants, i {\displaystyle i} és la unitat imaginària.

### L'equació de Dym
L'equació de Dym es deu a Harry Dym, i es produeix a l'estudi de solucions químiques. Aquesta és
{\displaystyle u_{t}=u^{3}u_{xxx}.}

## Mètodes per resoldre EDP
Les EDP lineals es resolen generalment, quan és possible, descomponent l'equació d'acord amb un conjunt de funcions bàsiques, resolent aquestes funcions individualment i fent servir superposició per trobar la solució que correspon a les condicions inicials. El mètode de separació de variables té diferents aplicacions importants particulars.
No hi ha cap mètode general aplicable per resoldre EDP no lineals. Així i tot, els resultats d'existència i unicitat (com ara el teorema de Cauchy-Kovalevskaya) són sovint proves de propietats importants, qualitatives i quantitatives, de solucions (arribar a aquests resultats és en gran part feina de l'anàlisi).
Tanmateix, es poden fer servir algunes tècniques per diferents tipus d'equacions. El principi h és el mètode més potent per solucionar equacions indeterminades. La teoria de Riquier-Janet és un mètode efectiu per obtenir informació sobre diferents sistemes analítics sobredeterminats.
El mètode de característics es pot fer servir en casos molt especials per resoldre equacions diferencials en derivades parcials.
En alguns casos, una EDP es pot solucionar mitjançant l'anàlisi de pertorbació, en el qual la solució es considera una correcció a una equació amb una solució coneguda. Molts problemes interessants en ciència i enginyeria se solucionen d'aquesta manera fent servir ordinadors, algunes vegades supercomputadors.

## Classificació
Les equacions diferencials en derivades parcials de segon ordre, i els sistemes de EDP es poden classificar com a parabòliques, hiperbòliques o el·líptiques. Aquesta classificació dona una aproximació intuïtiva en el comportament del sistema en ell mateix. Assumint {\displaystyle u_{xy}=u_{yx},} la EDP de segon ordre general és de la forma
{\displaystyle Au_{xx}+Bu_{xy}+Cu_{yy}+\cdots =0,}
que s'assembla força a l'equació d'una secció cònica:
{\displaystyle Ax^{2}+Bxy+Cy^{2}+\cdots =0.}
De la mateixa manera que hom classifica les seccions còniques en parabòliques, hiperbòliques i el·lípitiques basant-se en el discriminant {\displaystyle B^{2}-4AC}, es fa el mateix amb les EDP de segon ordre.
1. {\displaystyle B^{2}-4AC<0} : les equacions el·líptiques tendeixen a aplanar qualsevol molèstia. Un exemple típic és l'equació de Laplace. El moviment d'un fluid a velocitats sub-sòniques es pot aproximar amb EDP el·líptiques.
2. {\displaystyle B^{2}-4AC=0} : les equacions parabòliques tendeixen a aplanar qualsevol molèstia que ja existís a les dades. Un exemple típic és l'equació de la calor.
3. {\displaystyle B^{2}-4AC>0} : les equacions hiperbòliques tendeixen a amplificar qualsevol molèstia. Un exemple típic és l'equació d'ones. El moviment d'un fluid a velocitats del so es pot apriximar amb EDP hiperbòliques.

Aquest mètode de classificació es pot estendre fàcilment a les quacions amb més de dues variables independents, examinant els valors propis de la matriu de coeficients. En aquesta situació, l'esquema de classificació es converteix en:
1. El·liptíca: Els valors propis són tots positius o tots negatius.
2. Parabòlica: Els valors propis són tots positius o tots negatius excepte un, que és zero.
3. Hiperbòlica: Hi ha com a mínim un valor propi negatiu i un valor propi positiu, i un o més valors propis són zero.

Això encaixa amb l'anàlisi de matrius definides positives i definides negatives, quan es vol decidir si hi ha màxims o mínims.

### Equacions de tipus mixt
Si una EDP té coeficiens que no són constants, és possible que no pertanyi a cap d'aquestes categories, sinó que sigui d'un tipus mixt. L'equació d'Euler-Tricomi és un exemple simple però important
{\displaystyle u_{xx}=xu_{yy}}
que s'anomena el·liptico-hiperbòlic perquè és el·líptic a la regió x < 0, hiperbòlic a la regió x > 0, i parabòlic degenerat a la corba x = 0.

### EDPs d'ordre superior
Si bé una immensa quantitat de fenòmens físics són descrits per EDP de segon ordre; uns altres processos físics -molts menys- tenen com a solució EDPs d'ordre superior, com ara per exemple:
- La flexió mecànica d'una placa elàstica:

{\displaystyle {\frac {\partial ^{4}w}{\partial x^{4}}}+2{\frac {\partial ^{4}w}{\partial x^{2}\partial y^{2}}}+{\frac {\partial ^{4}w}{\partial y^{4}}}={\frac {q(x,y)}{D}}}
- Vibració flexional d'una biga:

{\displaystyle {\frac {\partial ^{2}}{\partial x^{2}}}\left[EI{\frac {\partial ^{2}y}{\partial x^{2}}}\right]+\rho A{\frac {\partial ^{2}y}{\partial t^{2}}}=p(x,t)}
- Equació de Korteweg-de Vries, que té solucions de tipus solitó,

{\displaystyle {\frac {\partial v}{\partial t}}+v{\frac {\partial v}{\partial x}}+\mu {\frac {\partial ^{3}v}{\partial x^{3}}}=0}

### Equacions lineals i no lineals
Una EDP és lineal si és lineal en l'incògnita i les seves derivades. Per exemples, per a una funció u de x i y, una EDP lineal de segon ordre és de la forma
{\displaystyle a_{1}(x,y)u_{xx}+a_{2}(x,y)u_{xy}+a_{3}(x,y)u_{yx}+a_{4}(x,y)u_{yy}+a_{5}(x,y)u_{x}+a_{6}(x,y)u_{y}+a_{7}(x,y)u=f(x,y)}
on ai i f són funcions de les variables independents x i y només.
Si els coeficients ai són constants (independents de x i y) llavors es diu que l'EDP és lineal amb coeficients constants. Si f és zero pertot llavors l'EDP és homogènia, en cas contrari és inhomogènia.
El més semblant a les EDPs lineals són les EDPs semi-lineals, en què només les derivades de més alt ordre tenen termes lineals, amb coeficients que són funcions de les variables independents. Les derivades de menor ordre i la funció en sí poden aparèixer de manera arbitrària. Per exemple, l'EDP semi-lineal de segon ordre de dues variables és, en general,
{\displaystyle a_{1}(x,y)u_{xx}+a_{2}(x,y)u_{xy}+a_{3}(x,y)u_{yx}+a_{4}(x,y)u_{yy}+f(u_{x},u_{y},u,x,y)=0}
En una EDP quasilineal, les derivades d'ordre més alt apareixen també en termes lineals, però amb coeficients que poden ser funcions de l'incògnita i de les seves derivades d'ordre inferior:
{\displaystyle a_{1}(u_{x},u_{y},u,x,y)u_{xx}+a_{2}(u_{x},u_{y},u,x,y)u_{xy}+a_{3}(u_{x},u_{y},u,x,y)u_{yx}+a_{4}(u_{x},u_{y},u,x,y)u_{yy}+f(u_{x},u_{y},u,x,y)=0}
Moltes de les EDPs fonamentals de la física són quaslineals, com les equacions de camp d'Einstein de la relativitat general o  les equacions de Navier-Stokes, que descriuen el moviment d'un fluid.
Una EDP sense cap d'aquestes propietats de linealitat rep el nom de plenament no lineal, i conté no-linealitats en una o més de les derivades d'ordre superior. Un exemple és l'equació de Monge-Ampère, que apareix en la geometria diferencial.